# Ole Omkvæd
Oliver Ravn, også kendt som Ole Omkvæd eller bare Ole O, er en dansk lyriker og rapper.
Han er en del af gruppen Kinski sammen med Per Vers og Turkman Souljah, som i 2009 udgav deres debutplade Vi Taler Dansk. På albummet findes blandt andet nummeret "Badunk Gadunk", med gæsteoptræden af den afrikanske sanger Idi Sarki, som var Operation Dagsværks officielle slagsang for organisationens projekt i Niger.
Oliver Ravn startede som musiker i miljøet omkring ungdomshuset på Jagtvej, Nørrebro i København. Han har arbejdet professionelt med musik som performer, tekstforfatter og underviser siden 1999. I 2006 skrev og opførte han multimedie-eventen ”Gadens Historie” på Roskilde Festival, i 2005 var han manuskriptforfatter til Det Store Æg (en omskrivning af Den Grimme Ælling), i 2004 producerede han et repertoire til bigbandet The Orchestra featuring Anders Trentemøller, og fra 2002 til 2003 var han en fast kerne i husorkestret Freestyle Freekshow på spillestedet Rust i København. Han har tidligere spillet skolekoncerter med bandet Snakbar.

## Diskografi
- DEMOEN – kassettebånd, egen udgivelse 1996
- PROVO CD – EP, egen udgivelse 1998
- Holger & Konen Siger Nej til Diskriminationen – kompilation CD, Rød Ungdom 1999
- Super Formula – album af Sund Fornuft, medvirken på nummeret "X-fyr og flamme", Fab K 2001
- Fred nu! – kompilation CD, medvirker på nummeret "Ud af kroppen", Mennesker mod bomber 2003
- Sikker Jobstart – single CD, Fabel og Faktum 2006
- Protestsange.dk – kompilation CD, medvirker på nummeret "Verdensborger.dk", Playground music 2006
- Badunk Gadunk – CD-ROM, egen udgivelse 2008
- Vi taler dansk! – LP og MP3 album-download, Mixed Ape music 2009
- Klimaalarm – kompilation CD, medvirker på nummeret "Da vandstanden steg", A:larm 2009

Han arbejder nu i projektet "Statler & Waldorf", sammen med DJ Nage fra Hvid Sjokolade.